# Manāsik

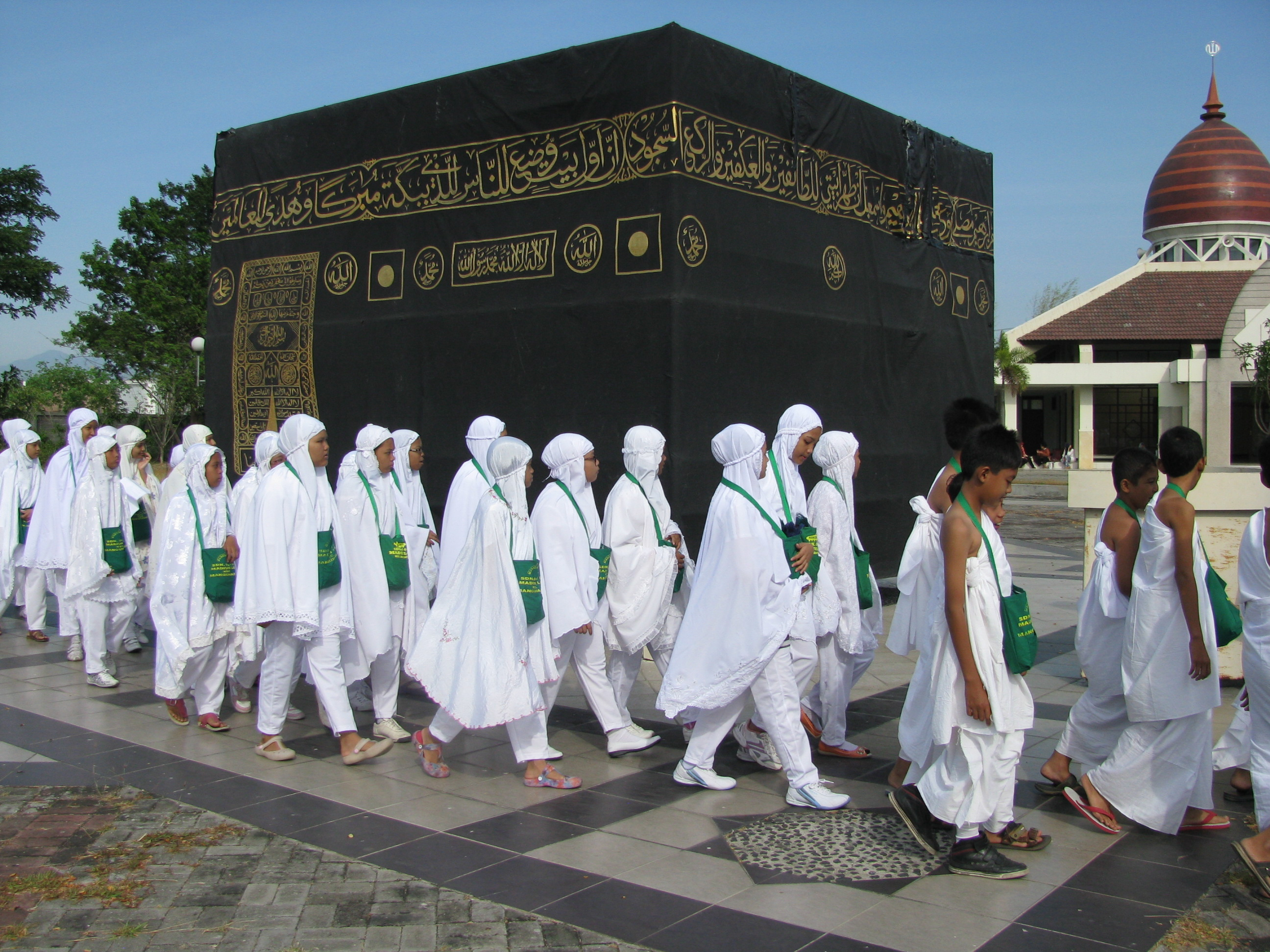
Muslimische Kinder bei der Einübung der Manāsik an einem Modell der Kaaba in Indonesien

Als Manāsik (arabisch مناسك, DMG Manāsik ‚Opferriten‘) wird die Gesamtheit der Riten und Zeremonien bezeichnet, die während der islamischen Wallfahrten in Mekka und Umgebung von den muslimischen Pilgern durchgeführt werden müssen. Der Begriff kommt bereits im Koran vor. Man unterscheidet zwischen den Manāsik, die während der jährlich im Dhū l-Hiddscha stattfindenden Haddsch-Wallfahrt vollzogen werden, und den Manāsik der ʿUmra-Wallfahrt, die auch zu anderen Zeiten durchgeführt werden kann. Die Kenntnis der Manāsik gilt als ein eigener Teilbereich der islamischen Normenlehre. Im Laufe der islamischen Geschichte ist eine umfassende Manāsik-Literatur entstanden, zu der namhafte Gelehrte beigetragen haben.

## Koranische Aussagen
Der arabische Begriff mansak, mansik, zu dem manāsik den Plural bildet, ist eigentlich nomen loci zu dem arabischen Wort nusuk. Der Begriff nusuk kommt selbst im Koran in Sure 2:196 vor und bezeichnet dort ein Schlachtopfer, das als Ersatzleistung erbracht werden muss, wenn sich der Pilger vorzeitig das Kopfhaar schert. Als nomen loci bezeichnet der Begriff mansak somit einen Opferplatz.
Allerdings hat der im Laufe der Zeit einen Bedeutungswandel durchlaufen. Schon im Koran selbst wird der Begriff für bestimmte Opferriten verwendet. In dieser Bedeutung kommt der Begriff schon an zwei Stellen in der nach dem Haddsch benannten 22. Sure vor:
- "Und für jede Gemeinschaft haben wir einen Ritus (mansak) bestimmt, damit sie (d.h. die Angehörigen der Gemeinschaft) (beim Schlachten) den Namen Gottes über jedem (w. dem) Stück Vieh aussprechen, das er ihnen beschert hat" (Sure 22:34).
- "Für jede Gemeinschaft haben wir einen Ritus (mansak) bestimmt, den sie einzuhalten haben. Sie sollen doch nicht mit dir über die Angelegenheit streiten" (Sure 22:67)

Außerdem kommt der Begriff im Plural zwei Mal in Sure 2 im Zusammenhang mit der Wallfahrt vor. An der ersten Stelle, Sure 2:128, richtet Abraham die Bitte an Gott, er möge ihm und seinen muslimischen Nachkommen die Riten (manāsik) zeigen. An der zweiten Stelle, Sure 2:200, werden die Gläubigen aufgefordert, nach den Manāsik Gottes zu gedenken, wie sie bisher ihrer Väter gedacht hatten. Der Begriff wird also bereits im Koran für die Gesamtheit der Wallfahrtszeremonien verwendet.

## Geschichte
Als einer der frühesten Experten für die Manāsik gilt der Prophetengefährte ʿAbdallāh ibn ʿUmar. Von ihm wird überliefert, dass er abwechselnd das eine Jahr auf den Haddsch und das andere Jahr auf die ʿUmra ging. Während der Wallfahrtssaison (mausim) war er als Mufti aktiv. Zusammen mit ʿAbdallāh ibn ʿAbbās hielt er seine Fatwa-Sitzungen bei der Ankunft der Pilger ab.
Eine der frühesten monographischen Abhandlungen zur Gesamtheit der Wallfahrtsriten ist das Kitāb al-Manāsik von Qatāda ibn Diʿāma (gest. 735/6). Der erste Teil dieses Werks ist in der Überlieferung seines Schülers von Saʿīd ibn Abī ʿArūba (gest. 773) erhalten. Später wurden noch zahlreiche andere Manāsik-Werke verfasst, von denen einzelne ausgewählte unten aufgeführt sind.
Wie Christiaan Snouck Hurgronje berichtet, der sich im späten 19. Jahrhundert in Mekka aufhielt, wurden zu seiner Zeit die Manāsik den Pilgern vor Beginn der Wallfahrt in eigenen Kollegs  vermittelt. Heute werden in Indonesien den Kindern schon vor Ort die Wallfahrtsriten beigebracht, wobei für diesen Zweck Modelle von der Kaaba aufgestellt werden, um die die Kinder herumschreiten.

## Bekannte Manāsik-Werke
- Kitāb al-Manāsik von Saʿīd ibn Abī ʿArūba, das in seinen Grundzügen auf seinen Lehrer Qatāda ibn Diʿāma zurückgeht. Es wurde erstmals im Jahre 2000 in Beirut von ʿĀmir Hasan Sabrī publiziert (Digitalisat).
- al-Īḍāḥ fī l-manāsik von an-Nawawī (Digitalisat).
- Ibn Farḥūn (gest. 1397): Iršād as-sālik ilā afʿāl al-manāsik. Ed. Muḥammad ibn al-Hādī Abū l-Aǧfān. 2 Bde. Maktabat al-ʿUbaikān, Riad, 2002. (Digitalisat).
- al-Masālik fī l-manāsik von  Abū Mansūr Muhammad ibn Mukarrim al-Karmānī (gest. ca. 1478) in zwei Bänden (Digitalisat der Ausgabe Beirut 2003).
- al-Baḥr al-ʿamīq fī manāsik al-muʿtamir wa-'l-ḥāǧǧ ilā bait Allāh al-ʿatīq von Muhammad ibn Ahmad Ibn ad-Diyāʾ (gest. 1350). In der modernen Druckausgabe von 2011 umfasst es mehr als 3.000 Seiten (Digitalisat).
- Lubāb al-manāsik wa-ʿubāb al-masālik von Rahmatallāh as-Sindī (gest. 1585). Zu diesem Werk hat ʿAlī al-Qārī Anfang des 17. Jahrhunderts einen Kommentar mit dem Titel  al-Maslak al-mutaqassiṭ  fī l-mansak al-mutawassiṭ erstellt (Digitalisat der Ausgabe Mekka 1910).
- Manasik (Rituals) of Hajj in Brief von Ali Chamene’i, schiitisches Manāsik-Werk (Online-Version).

## Beispielhafter Aufbau eines Manāsik-Werkes
Um ein Beispiel zu geben, welche Themen in Manāsik-Büchern typischerweise behandelt werden, wird nachfolgend ein Überblick über die Kapitel des Werks von Rahmatallāh as-Sindī mit dem Kommentar von al-Qārī gegeben:
1. Voraussetzungen für den Haddsch (šarāʾiṭ al-ḥaǧǧ; S. 6).
2. Die Pflichten des Haddsch (farāʾiḍ al-ḥaǧǧ; S. 21)
3. Die Orte zum Eintreten in den Weihezustand (al-mawāqīt, S. 26)
4. Der Eintritt in den Weihezustand (al-iḥrām; S. 31)
5. Das Betreten Mekkas (duḫūl Makka; S. 53)
6. Die verschiedenen Arten des Tawāf (anwāʿ al-aṭwifa; S. 62).
7. Das Laufen zwischen as-Safā und al-Marwa (as-saʿī baina ṣ-Ṣafā wa-l-Marwa; S. 115)
8. Die Chutba (al-Ḫuṭba; S. 89)
9. Das Stehen in ʿArafāt und seine Regeln (wuqūf ʿArafāt wa-aḥkāmu-hū; S. 92)
10. Die Regeln von Muzdalifa (aḥkām al-Muzdalifa; S. 106)
11. Die Opferriten von Minā (manāsik Minā; S. 111)
12. Der Tawāf des Besuchs (ṭawāf az-ziyāra; S. 116)
13. Das Werfen der Steinchen und seine Regeln (ramy al-ǧimār wa-aḥkāmu-hū; S. 119)
14. Der Abschiedsumlauf (ṭawāf aṣ-ṣadar; S. 127)
15. Die Verbindung von Haddsch und ʿUmra (al-qirān; S. 130)
16. Der Tamattuʿ (at-tamattuʿ S. 139), eine Kombination von Haddsch und ʿUmra, bei der der Pilger zwischendurch den Weihezustand verlässt.
17. Die Verbindung von zwei Haddsch- oder ʿUmra-Wallfahrten (al-ǧamʿ bain an-nusukain al-muttaḥidain; S. 147)
18. Ergänzung einer der beiden Wallfahrtstypen (iḍāfat aḥad an-nusukain; S. 150)
19. Die Aufhebung des Ihrām von Haddsch und ʿUmra (fasḫ iḥrām al-ḥaǧǧ wa-l-ʿumra; S. 152)
20. Zuwiderhandlungen (al-ǧināyāt; S. 152)
21. Die Vergeltung der Zuwiderhandlungen und die dazu erforderlichen Sühneleistungen (ǧazāʾ al-ǧināyāt wa-kaffārāru-hā; S. 200)
22. Die Behinderung der Wallfahrt (al-iḥṣār; S. 219)
23. Das Verstreichen der Wallfahrt (al-fawāt; S. 230)
24. Der Vollzug der Wallfahrt für einen Dritten (al-ḥaǧǧ ʿan al-ġair; S. 233)
25. die ʿUmra (al-ʿUmra; S. 248)
26. das Gelübde zum Haddsch oder zur ʿUmra (an-naḏr bi-l-ḥaǧǧ wa-l-ʿumra; S. 251)
27. Opfertiere (al-hadāya; S. 254)
28. Verschiedenes (al-mutafarriqāt; S. 259). Behandelt werden unter anderem die Grenzen des Haram und die Pflicht des Herrschers zur Einkleidung der Kaaba.
29. Der Besuch des Herrn der Gesandten (Ziyārat saiyid al-mursalīn; S. 267) in Medina.